# Palatul Andrenyi din Arad
Palatul Andrenyi este o clădire monument istoric, amplasată pe Bulevardul Revoluție, nr. 69, municipiul Arad. A fost construită între anii 1880 - 1890de către familia de comercianți Andrényi, originară din Ghioroc, înnobilată cu titlul de baron. În prezent, palatul este cunoscut sub denumirea de Palatul copiilor.

## Descriere
Fațada clădirii cu un etaj este executată în stil neoroman, cu detalii neoromantice. Ușile și ferestrele sunt bogat ornamentate, executate din lemn de esență tare și s-au păstrat intacte până astazi. Ornamentația pereților interiori și a tavanelor sunt păstrate, de asemenea, până astăzi, și este deosebit de frumoasă.
Palatul are o scară interioară executată din marmură.